# GEACAM
Gestión Ambiental de Castilla-La Mancha, S.A.  (kurz: GEACAM)  ist ein  öffentlich rechtliches spanisches Unternehmen (empresa pública), das der Consejería de Agricultura innerhalb der Regierung der autonomen Gemeinschaft Kastilien-La Mancha untersteht.

## Aufgaben
GEACAM als Gesellschaft für Entwicklung, Beschaffung und Betrieb ist zuständig für Verwaltungsaufgaben und Umsetzung der Pläne und  Infrastrukturprojekte, die direkt oder indirekt im Zusammenhang mit der Umwelt und ländliche Entwicklung der Region stehen. Zu seinen Aufgaben gehören auch die integrierte Abfallwirtschaft und insbesondere die Prävention und die Brandbekämpfung. GEACAM ist seit 2010 auch der Betreiber der neu erbauten Base Aérea de Cañadillas.

## Organisation
Vorsitzende der GEACAM ist María Luisa Soriano Martin (geboren 1954), sie fungiert als Organ der Verwaltung und ist für alle Funktions- und Verwaltungsbereiche des Unternehmens zuständig. Geschäftsführer ist Pedro Ruiz Sánchez.  GEACAM beschäftigt rund 700 Mitarbeiter (Stand 2011).